# José Lázaro Vázquez Xene
José Lázaro Vázquez Xene, nace en Nueva Gerona, Isla de Pinos, Cuba, en 1968.  Graduado en Cerámica y Dibujo. Escuela Profesional de Artes Plásticas, Nueva Gerona, Isla de la Juventud, Cuba.

## Exposiciones personales y colectivas
Su primera exposición personal  la realiza  en  1985, III Feria Nacional de Cerámica, Nueva Gerona, Isla de la Juventud, CUBA. 
Además de otras importantes muestras como  en  1993 III Bienal de Cerámica de Pequeño Formato “Amelia Peláez”, Castillo de la Real Fuerza, La Habana, Cuba. En 1994  I Encuentro Internacional de Cerámica de Pequeño Formato, Quinta Bienal de La Habana, Castillo de la Real Fuerza, La Habana, CUBA. En 1996 The 3rd. Cairo International Biennale for Ceramics 1996  National Centre for Fine Arts, El Cairo, Egipto.

## Premios
Obtuvo el premio  Premio. IV Bienal de Cerámica de Pequeño Formato Amelia Peláez. Castillo de la Fuerza, La Habana, Cuba, en el año 1995.

## Obras en colección
Sus principal colección se encuentra  Museo de la Cerámica, Castillo de la Real Fuerza, La Habana, CUBA.
- Datos: Q6292902